# Ulota ecklonii
Ulota ecklonii là một loài Rêu trong họ Orthotrichaceae. Loài này được (Hornsch.) A. Jaeger miêu tả khoa học đầu tiên năm 1874.